# Provincia de Célebes Meridional
Célebes Meridional (en indonesio: Sulawesi Selatan) es una de las provincias pertenecientes a la República de Indonesia. Se encuentra en la parte meridional de la isla de Célebes. Está rodeada por Célebes Central en el norte, Célebes Suroriental en el Este y sur , y Célebes Occidental en el Occidente (La provincia Célebes Occidental fue separada de Célebes Meridinal en el año 2004). Su capital es la ciudad de Makassar.

## Demografía
Esta provincia tiene una población de 7.520.204 personas. Como ocupa una superficie de 62.482,54 kilómetros cuadrados, la densidad poblacional es de 120,35 habitantes por kilómetro cuadrado.
En el censo decenal de 2010 de Célebes Meridional, tiene un índice de crecimiento de 1,17% sobre lo registrado en el censo de Indonesia de 2010, menos de la media nacional de 1,49%. La Provincia de Célebes Suroriental se separó de Célebes Meridional en el 2004. Había 3.921.543 hombres y 4.111.008 mujeres, con 1.848.132 viviendas con una media de 4,34 unidades en contraposición con la media nacional de 3,86. Un 13,3% estaba por debajo de la línea nacional de pobreza. Es el mayor centro regional de la isla Célebes y donde se acepta más migración de toda la isla.

### Grupos étnicos
La provincia de Célebes Meridional tiene una composición étnica muy compleja. Los cuatro principales grupos étnicos son:
- Los bugineses (Suku Bugis) son el mayor grupo étnico y comprenden casi 4 millones de personas (41'9% de la población). Viven en el centro de la península sur de la provincia, aunque muchos de ellos han emigrado a las islas periféricas alrededor de las Célebes, incluso hasta Malasia.
- Los makassareses (Suku Makassar) son el segundo grupo étnico más grande de la provincia. Viven en la parte meridional de la península sur de la provincia, en los kabupaten de Jeneponto, Takalar, Bulukumba, Bantaeng, Gowa y Maros, Pangkajene y sus islas, y la ciudad de Makassar. La población total supera los 2 millones de personas (25'43% de la población).
- Los toraya (Suku Toraja) son el grupo étnico indígena que habita la región montañosa del norte de la provincia, que comprende Tana Toraja ("Tierra de Toraja") y el kabupaten de Toraja Septentrional. Constituyen el 9.02% de la población.
- Los mandareses (Suku Mandar) son unos 489.986 individuos (6.1% de la población). Viven cerca de la frontera con la Provincia de Célebes Occidental, en donde también hay una importante población mandar.

Otras minorías étnicas de la provincia son inmigrantes de etnia javanesa (3% de la población) y china (1'4% de la población).

### Lenguas
En la provincia se hablan varios idiomas y dialectos. La mayoría de ellos pertenecen a la rama lenguas malayo-polinesias, de la familia de lenguas austronesias: makassarés, buginés, tae', toraya, mandar, mamuju, pattae, duri, konjo...

### Religiones
La religión más extendida es el Islam, con 7.200.938 fieles (89.62% de la población total). Otras religiones son el Protestantismo (612.751 seguidores, es decir, el 7.62%), el Catolicismo (124.255 fieles, el 1.54% de la población), el Hinduismo (58,393 o, lo que es lo mismo, el 0.72% de la población), el Budismo (19.867 personas, esto es, el 0.24%) y el Confucianismo (tan sólo 367 practicantes, el 0.004% de la población total de la provincia).

## Divisiones administrativas
Célebes Meridional está dividido en 26 regencias y tres ciudades independientes, listadas abajo con sus poblaciones (provisionales) en el censo del 2010..
| Nombre                                                  | Área (km²) | Población Censo 2000 | Población Censo 2010 | Capital       |
| ------------------------------------------------------- | ---------- | -------------------- | -------------------- | ------------- |
| Regencia de las Islas Selayar (Kepulauan Selayar)       |            | 103,596              | 121,905              | Benteng       |
| Regencia Bulukumba                                      |            | 352,419              | 394,757              | Bulukumba     |
| Regencia Bantaeng                                       |            | 158,632              | 176,984              | Bantaeng      |
| Regencia Jeneponto                                      |            | 317,588              | 342,222              | Jeneponto     |
| Regencia Takalar                                        |            | 229,718              | 269,171              | Takalar       |
| Regencia Gowa                                           |            | 512,876              | 652,329              | Sunggu Minasa |
| Makassar (ciudad)                                       | 175.77     | 1,100,019            | 1,339,374            | Makassar      |
| Regencia Sinjai                                         |            | 204,385              | 228,936              | Sinjai        |
| Regencia Maros                                          |            | 272,116              | 318,238              | Maros         |
| Regencia de las Islas Pangkajene (Kepulauan Pangkajene) |            | 263,565              | 305,758              | Pangkajene    |
| Regencia Barru                                          |            | 151,085              | 165,900              | Barru         |
| Regencia Bone                                           |            | 648,089              | 717,268              | Watampone     |
| Regencia Soppeng                                        |            | 219,505              | 223,757              | Watansoppeng  |
| Regencia Wajo                                           |            | 357,720              | 384,694              | Sengkang      |
| Parepare (ciudad)                                       |            | 108,258              | 129,542              | Parepare      |
| Regencia Sidenreng Rappang                              |            | 238,419              | 271,801              | Sidenreng     |
| Regencia Pinrang                                        |            | 310,833              | 351,161              | Pinrang       |
| Regencia Enrekang                                       |            | 166,307              | 190,175              | Enrekang      |
| Regencia Luwu                                           |            | 398,131              | 332,863              | Belopa        |
| Palopo (ciudad)                                         |            | #                    | 148,033              | Palopo        |
| Regencia Tana Toraja                                    |            | 392,726              | 221,795              | Makale        |
| Regencia Toraja Septentrional (Toraja Utara)            |            | **                   | 215,400              | Rantepao      |
| Regencia Luwu Septentrional (Luwu Utara)                |            | 431,680              | 287,606              | Masamba       |
| Regencia Luwu Oriental (Luwu Timur)                     |            | *                    | 242,882              | Malili        |
| Provincia total                                         | 46,717.48  | 7,159,170            | 8,032,551            | Makassar      |

# En la población del censo del 2000 se incluye la ciudad de Palopo en la Regencia Luwu.
* La población del censo 2000 para la Regencia Luwu Oriental está incluida en la Regencia Luwu Septentrional.
** La población del censo del 2000 de la Regencia de Toraja Septentrional se incluye en la Regencia Toraja.